# Marianne Stokes
Marianne Stokes (Graz, 19 de enero de 1855-Londres, 13 de agosto de 1927), nacida Marianne Preindlsberger, fue una pintora austríaca. Se estableció en Inglaterra después de su matrimonio con Adrian Scott Stokes, el pintor de paisajes, que había conocido en Pont-Aven. Stokes fue considerada una de las artistas principales en la Inglaterra victoriana.
Primero estudió en Múnich con Wilhelm Lindenschmit y después de haber recibido una beca para su primer cuadro, Muttergluck, trabajó en Francia con Pascal Dagnan-Bouveret y Colin y Gustave Courtois. Pintó en el campo y en París, y, como muchos otros jóvenes pintores, cayó bajo el hechizo del naturalista rústico Jules Bastien-Lepage. Su estilo continuó mostrando su influencia incluso cuando su tema cambió de lo rústico a los temas románticos y bíblicos medievales. En Francia conoció a la pintora finlandesa Helene Schjerfbeck, en cuya compañía visitó Pont-Aven en 1883.
Su obra Reflection, que había sido pintado en Bretaña, fue expuesto en 1885 en la Royal Academy of Arts. Su trabajo también fue mostrado en la Grosvenor Gallery, la New Gallery, y la Royal Society of British Artists y en 1885, un año después de su matrimonio, ella empezó a usar el nombre de "Señora Adrian Stokes".
Junto con su marido, pasó los veranos de 1885 y 1886 en Skagen, en el extremo norte de Dinamarca, donde había una colonia de artistas a los que se conoció como los Pintores de Skagen. Allí la pareja entabló una estrecha amistad con Michael y Anna Ancher. En el verano de 1885 también visitaron Irlanda.

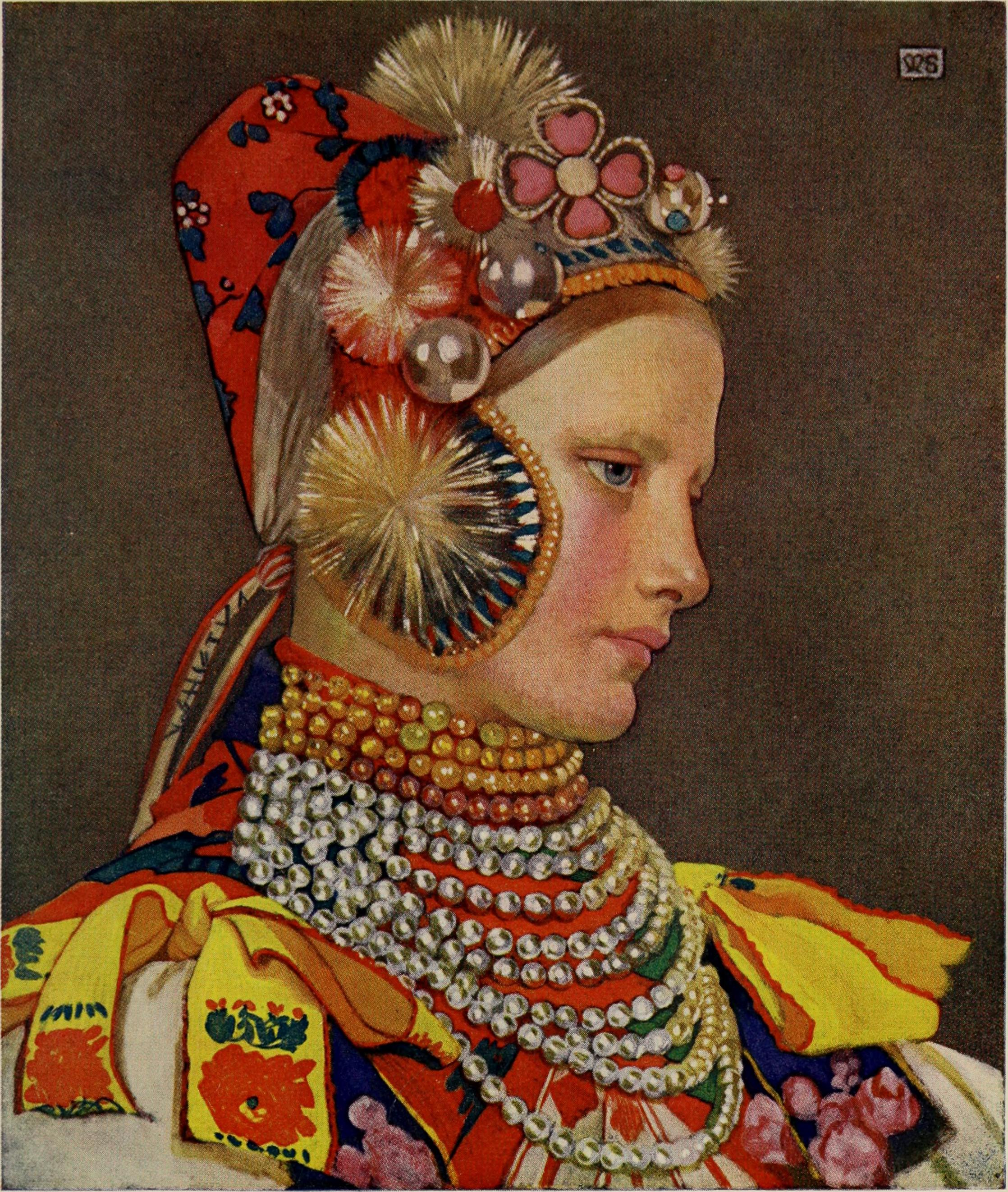
Slovak Girl in Sunday Attire, 1909

Realizó una exposición conjunta con su esposo en la Fine Art Society en 1900. Los Stokes vivían en St Ives, donde Marianne era miembro de la Escuela de Newlyn. No teniendo hijos, viajaban regularmente al extranjero, con frecuencia al Tirol, y en 1905 a Hungría y al Alto Tatra. Allí pasaron cerca de medio año dibujando y pintando en las aldeas de Važec, Mengusovce y Ždiar. Adrian Stokes se concentró en paisajes con imágenes de la cosecha de heno y casas pintorescas, mientras que Marianne pintó retratos mostrando los detalles finos de las prendas. Estas pinturas proporcionan un registro valioso de la cultura eslovaca.
Después de abandonar la pintura al óleo, e inspirada por el movimiento prerrafaelita, pintó composiciones planas en temple y yeso, sus pinturas dan la impresión de ser frescos en superficies de yeso. Fue miembro de la Royal Watercolour Society.
Murió en Londres en agosto de 1927.